# Bornova (district)
Bornova is een Turks district in de provincie İzmir en telt 476.153 inwoners (2007). Het district heeft een oppervlakte van 224,15 km².
De bevolkingsontwikkeling van het district is weergegeven in onderstaande tabel.

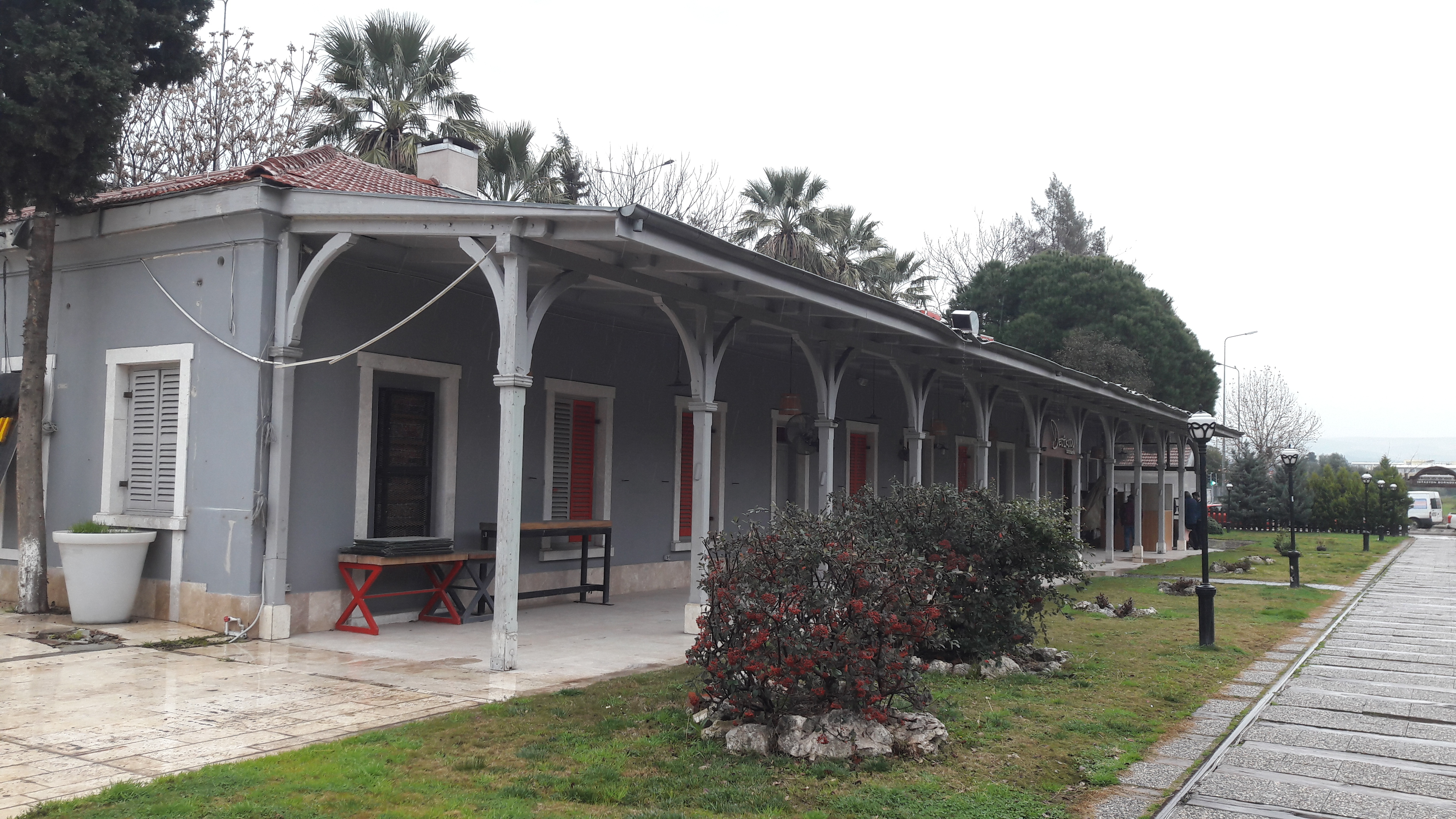
Oude station van Bornova

| 1997    | 2000    | 2007    |
| ------- | ------- | ------- |
| 352.942 | 396.770 | 476.153 |

Aliağa · Balçova · Bayraklı · Bayındır · Bergama · Beydağ · Bornova · Buca · Çeşme · Çiğli · Dikili · Foça · Gaziemir · Güzelbahçe · Karabağlar · Karaburun · Karşıyaka · Kemalpaşa · Kınık · Kiraz · Konak · Menderes · Menemen · Narlıdere · Ödemiş · Seferihisar · Selçuk · Tire · Torbalı · Urla